# 광각 엑스선산란
넓은 각 X선 산란 또는 넓은 각 X선 회절(WAXD)은 중합체의 결정구조를 결정하곤 하는 X선 회절 기술이다. 특히 이 기술은 이들이 나노미터 이하의 크기 구조에 의해 근거가 되는 것을 (브래그 법칙에 의해) 포함하는 넓은 각에 산란되는 브라그 피크의 측정에 적용된다. 광각 X선 산란은 작은 각 X선 산란과 같은 기술이다. 오직 탐지기에서 샘플로부터의 거리만 더 짧고, 그러므로 더 커다란 각들의 최대 회절이 관찰되었다.
그 기술은 전통적인 것이지만 폴리머 샘플(polymer samples)의 결정 각을 결정하기 위해서는 약간 비 인기적이다. 오직 crystallites에 회절되는 다결정 필름을 위한 회절 기술은 기판 표면에 평행해진다.회절 패턴은 crystallite크기와 필름 응력의 present, 필름의 구조, 필름의 상 조성 또는 화학 조성의 결정에 따라 산출되었다. 이 방법에 따르면 샘플은 광각 x-ray goniometer에서 스캔되었고, 그리고 산란 강도는 2ɵ각의 기능으로써 계획되었다. X선 회절은 고체 물질의 특징에 영향을 미치지 않는다. X선이 고체안에서 규제될 때, 그들은 고체의 내부구조에서 예측할 수 있는 패턴을 기반으로 산란될 것이다.결정질 고체는 가상의 면에 의해 묘사될 수 있는 규칙적으로 배열된 원자(전자)로 되어 있다. 이들 면 사이의 거리를 d-공간이라 부른다. (d-공간 패턴의 강도는 가상의 면에서 찾을 수 있는 전자(원자)의 수에 정비례한다.) 모든 결정질 고체는 고체를 위한 ‘핑거 프린트(지문)’라 하는 분말패턴으로 알려진 d-공간의 독특한 패턴을 가질 것이다. 사실 같은 화학 조성이지만 다른 상인 고체는 d-간격의 고체 패턴에 의해 증명할 수 있다.